# Santa Cristina de Paradela
Paradela (llamada oficialmente Santa Cristina de Paradela) es una parroquia española del municipio de Paradela, en la provincia de Lugo, Galicia.

## Organización territorial
La parroquia está formada por doce entidades de población, constando ocho de ellas en el nomenclátor del Instituto Nacional de Estadística español:

### Entidades de población
Entidades de población que forman parte de la parroquia:
- A Lagoa
- A Pereira
- As Leiras
- As Pozas
- Bermil
- Bricheiro
- Condomiña (A Condomiña)
- Outeiro
- Riocabo
- Santa Cristina
- Serra (A Serra)

### Despoblado
Despoblado que forma parte de la parroquia:
- O Castro

## Demografía
| Gráfica de evolución demográfica de Paradela entre 2000 y 2020 |
|                                                                |
| Datos según el nomenclátor publicado por el INE.               |